# تسع ليال (فلم)
تسع ليال (بالإنجليزية: Nine Nights)، هُو فيلم بريطاني صدر سنة 2018، وقد أخرجته وأنتجته فيرونيكا ماكنزي.

## وصلات خارجية
- تسع ليال  في قاعدة بيانات الأفلام على الإنترنت (بالإنجليزية)